# Fidelia Bridges
Fidelia Bridges (Salem, 19 de mayo de 1834-Canaan, 14 de mayo de 1923) fue una artista estadounidense de finales del siglo XIX. Era conocida por pinturas delicadamente detalladas que capturaban flores, plantas y pájaros en su entorno natural. Aunque comenzó como pintora al óleo, más tarde se ganó la reputación de experta en acuarela. Ella era la única mujer entre un grupo de siete artistas en los primeros años de la American Watercolour Society. Parte de su trabajo se publicó como ilustraciones en libros y revistas y en tarjetas de felicitación.

## Biografía

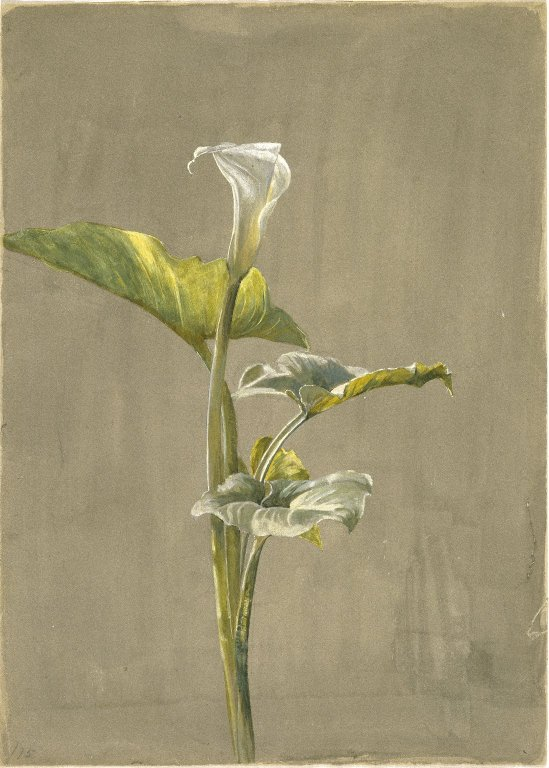
Calla Lilly, c. 1875, Museo de Arte de Brooklyn

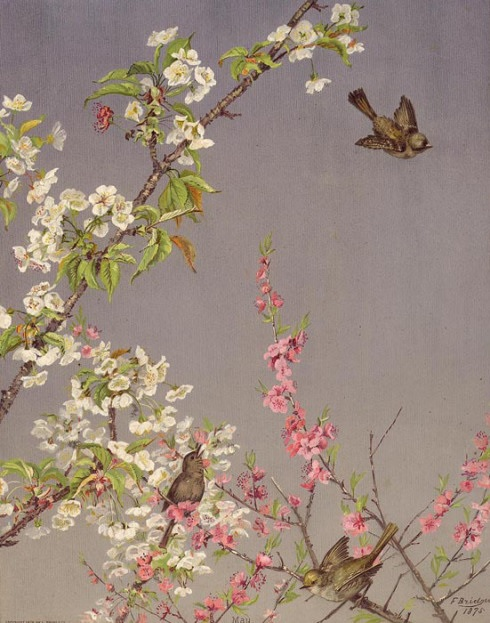
Fidelia Bridges, uno de mayo de una serie de doce ilustraciones impresas en color, 1876, colección de la Biblioteca Pública de Boston.

Fidelia Bridges nació en Salem, Massachusetts, de Henry Gardiner Bridges (1789-1849), un capitán de barco, y Eliza (Chadwick) Bridges (1791-1850). Quedó huérfana a la edad de quince años cuando su madre y su padre murieron con tan solo unos meses de diferencia. En 1849, Henry Bridges enfermó y fue trasladado al Macao portugués, donde murió en diciembre. Eliza murió en marzo de 1850, solo tres horas antes de que llegara a Salem la noticia de la muerte de su marido.
La pareja dejó cuatro hijos, Eliza, Elizabeth, Fidelia y Henry. Vivían en el número 100 de Essex Street, en una vivienda ahora conocida como Fidelia Bridges Guest House, pero se mudaron a una casa más asequible en la misma calle después de la muerte de sus padres. Eliza, la hermana mayor de Fidelia, era maestra de escuela y se convirtió en la tutora de sus hermanos menores.
Fidelia Bridges comenzó a dibujar durante su convalecencia de una enfermedad. Se hizo amiga de la artista y propietaria de la escuela de arte Anne Whitney. Una vez recuperada de su enfermedad, Fidelia se convirtió en la ayudante residente en la casa de William Augustus Brown, un cuáquero que había sido propietario de un barco en Salem antes de mudarse a Brooklyn, Nueva York, donde se convirtió en un exitoso comerciante de productos al por mayor. Los Bridges también se mudaron a Brooklyn, y en 1854 Eliza estableció una escuela allí. Eliza murió en 1856 de tuberculosis, y Fidelia y su hermana mayor Elizabeth se ocuparon de la escuela.

## Educación y comienzo de su carrera
Bridges, sin embargo, pronto abandonó la enseñanza para concentrarse en sus lecciones de dibujo. En 1860, sintiéndose inspirada por su amiga Anne Whitney, se inscribió en la Academia de Bellas Artes de Pensilvania en Filadelfia con William Trost Richards y se unió mucho a su familia. Para 1862 tenía su propio estudio en el centro de Filadelfia. Habiendo seguido siendo amiga de la familia Richards, los acompañó a Lake George y Lehigh Valley en Pensilvania y Nueva Jersey en viajes de dibujo. Él era un defensor prerrafaelita y el estilo de Bridges se vio muy influenciado por él. Richards dijo de su trabajo que era "la expresión no afectada de una gran alegría por la belleza de la naturaleza, una alegría que es, después de todo, la fuente de todo lo que es más elegante en el arte; y uno no podía ver los ricos tesoros de las obras de Miss Bridge de estudios sin sentir esto".
A través de Richards, Bridges conoció a curadores de museos y mecenas de las artes, varios de los cuales se convirtieron en coleccionistas de sus pinturas. Expuso sus obras en la Academia de Bellas Artes de Pensilvania.
En 1865, Bridges dejó Filadelfia y estableció un estudio en el último piso de la casa de los Brown en Brooklyn, donde Anne Whitney también trabajaba y vivía con su compañera Adeline Manning, una pintora de Boston.

## Estudios en Roma
Después de la guerra civil estadounidense estudió durante un año en Roma y vivió y viajó con Adeline Manning y Anne Whitney. Mantuvo su estilo de intrincados trabajos botánicos en óleo. Bridges regresó a los Estados Unidos en el otoño de 1868. Luego, sus obras se exhibieron en la Academia Nacional de Diseño. En 1871, la acuarela era un medio respetado y rápidamente ganó popularidad con sus representaciones de flores y pájaros en acuarela. Sin embargo, sus imágenes no eran meras reproducciones fotográficas de lo que veía; con la imaginación del verdadero artista, infundió a sus obras un profundo significado poético. Bridges "combinó el temperamento del romanticismo con la técnica de un científico", según la biografía que Frederick Sharf hace de ella.

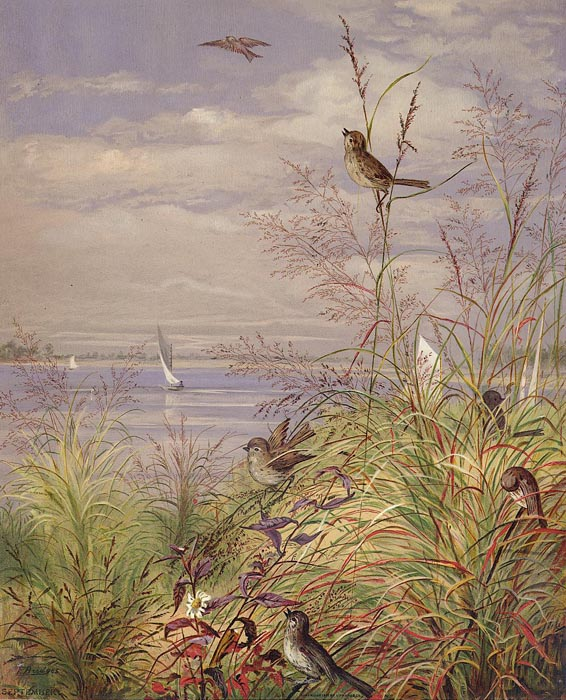
Fidelia Bridges, septiembre, ilustración de la serie Doce meses, publicada por Prang, 1876

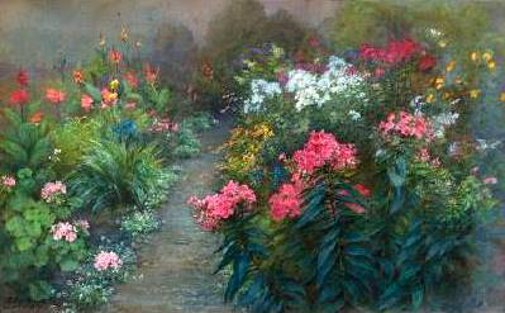
Fidelia Bridges, Un jardín en flor, acuarela y gouache, 1897

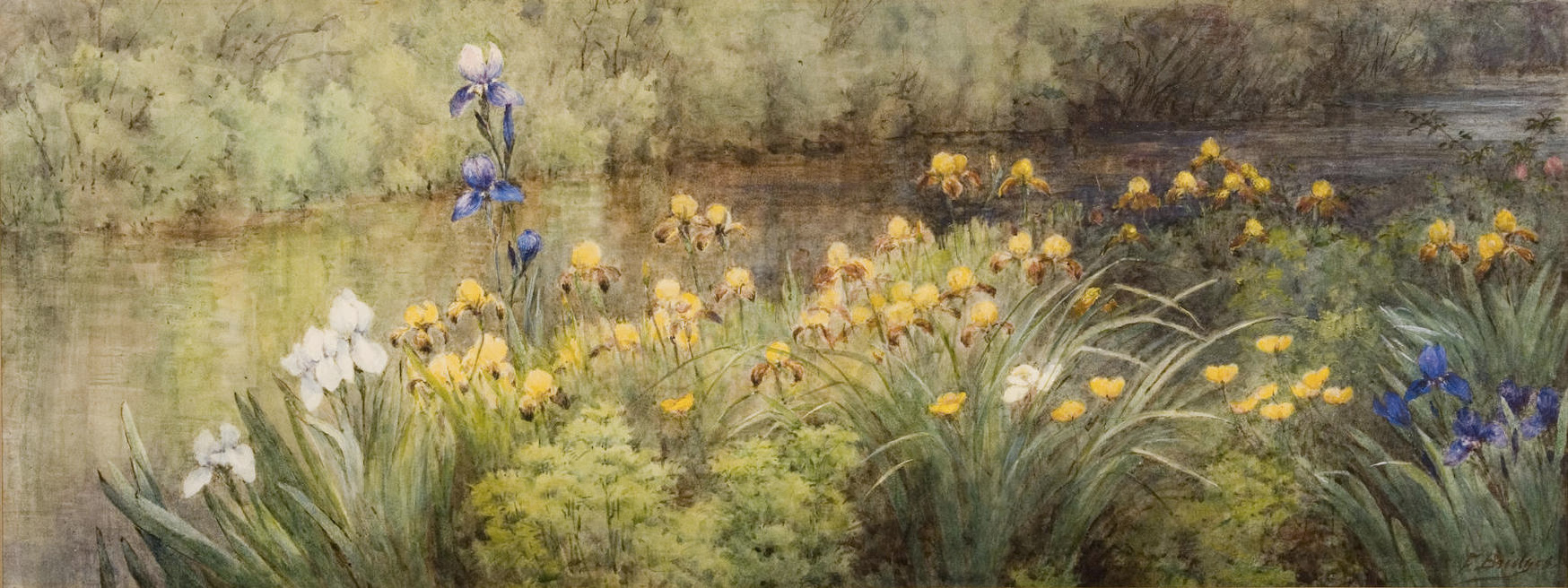
Puentes de Fidelia, lirios a lo largo del río, antes de 1923

Bridges fue considerada una especialista en su campo y se centró en la belleza y la serenidad de los detalles microscópicos de la naturaleza. Uno de sus sitios favoritos fue Stratford, Connecticut, donde disfrutaba de las flores silvestres y otros temas en los llanos y prados de la zona. Las aves que se encuentran en las orillas del río Housatonic bordeadas de hierba verde también le interesaban. Hizo algunas de sus mejores pinturas de sus visitas de verano de 1871 a 1888 con Oliver Ingraham Lay y su familia. Pinturas como Daisies and Clover (Margaritas y trébol) y Thrush in Wild Flowers (Zorzal en flores silvestres) son ejemplos de sus obras durante este período. Ella vivía en Stratford, Connecticut en 1890 cuando servía al Laico enfermo que murió ese año.
Fue elegida como asociada de la Academia Nacional de Diseño en 1873 y un año más tarde se convirtió en la única mujer de siete artistas en la American Society of Painters in Watercolor - Sociedad Estadounidense de Pintores en Acuarela - (ahora The American Watercolor Society - Sociedad Estadounidense de Acuarela). Expuso su obra de forma esporádica desde 1863 hasta 1908. 
En 1876, expuso tres pinturas en la Exposición Universal de Filadelfia. Ese año, muchas de sus pinturas fueron reproducidas y vendidas por el editor y litógrafo Louis Prang. La revista St. Nicholas y la edición de agosto de 1876 de Scribner's Monthly contenían sus ilustraciones. Ilustró Bird and Birds de John Burrough publicado por Scribner's Monthly en 1877. Este éxito finalmente lo llevó a trabajar como diseñador para la firma de Prang. Para este trabajo, Bridges diseñó tarjetas de Navidad y mantuvo el trabajo hasta 1899.
Bridges visitó Inglaterra entre 1879 y 1880. Durante ese tiempo visitó a su hermano Henry, que trabajaba allí como degustador de té y viajó a China por encargo de su trabajo. Sus obras, que reflejan una estética oriental con un fondo sencillo y composiciones asimétricas, se exhibieron en la Royal Academy of Arts. Algunas de sus composiciones son similares a las de la serie Flower and Bird del artista japonés de grabado en madera, Hiroshige.
Después de su visita a Inglaterra, Bridges regresó a la casa de los Browns, donde continuó trabajando y viviendo la mayor parte del tiempo. Pasó un año trabajando como institutriz de las tres hijas de Mark Twain a partir de 1883; Twain también fue coleccionista de su trabajo.
En colaboración con la ilustradora y editora de libros Susie Barstow Skelding, creó varios libros de poesía con sus ilustraciones de aves, incluidos Winged Flower Lovers y Songsters of the Branches durante la década de 1880. Sus ilustraciones de pájaros se publicaron en un libro de poemas de 1888, What the Poets Sing of Them y el libro Favorite Birds.
Bridges expuso su trabajo en el Palacio de Bellas Artes en la Exposición Mundial Colombina de 1893 en Chicago, Illinois.

## Vida personal

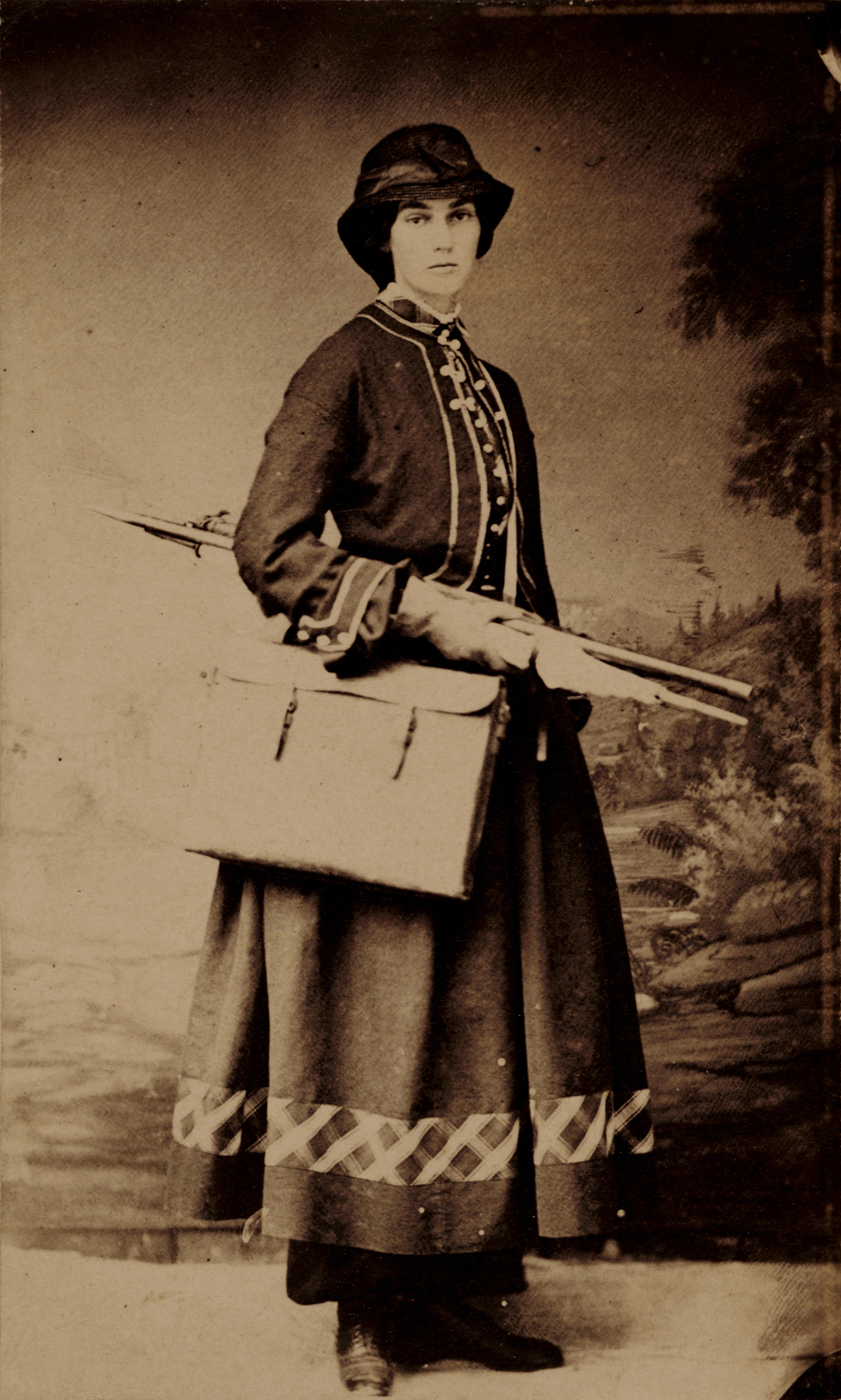
Puentes de Fidelia, c. 1864

Bridges nunca se casó, pero tuvo buenos amigos y relaciones a lo largo de su vida. Se mudó a Canaan, Connecticut en 1892 y vivió en una cabaña en una colina, con vista a un arroyo y con un hermoso jardín de flores que atraía pájaros y se convirtió en el tema de muchas pinturas. Llevaba un estilo de vida tranquilo y ocasionalmente viajaba a Europa y Nueva York. Continuó exponiendo sus obras en varios lugares, incluida la Sociedad Estadounidense de Pintores, la Academia de Bellas Artes de Pensilvania y la Academia Nacional de Diseño.
Junto con el artista Howard Pyle, Bridges se convirtió en miembro fundamental de la American Forestry Association, que fue fundada para proteger los bosques en los Estados Unidos siguiendo "una elocuente súplica" del presidente Theodore Roosevelt.
Bridges murió a causa de un derrame cerebral pocos días antes de cumplir los ochenta y nueve, el 14 de mayo de 1923 en Canaan, Connecticut. Se realizó un servicio para Bridges en su casa el 16 de mayo de 1923 y fue enterrada en el cementerio de Mountain View en Canaán.

## Legado
La casa de la familia Bridges fue nombrada Fidelia Bridges Guest Home en su nombre. En Canaán, se nombró un santuario de aves en su honor.
Hubo exposiciones póstumas de su trabajo en 1984 en el espectáculo Reflection of Nature del Whitney Museum of American Art y en The New Path, Ruskin and the American Prerraphaelites en el Brooklyn Museum of Art. La Institución Smithsonian tiene dos de sus obras. Otra obra está en manos del Museo Metropolitano de Arte de Nueva York, y su pintura de la Casa Benning Wentworth se encuentra en el museo Strawbery Banke en Portsmouth, New Hampshire.

## Galería

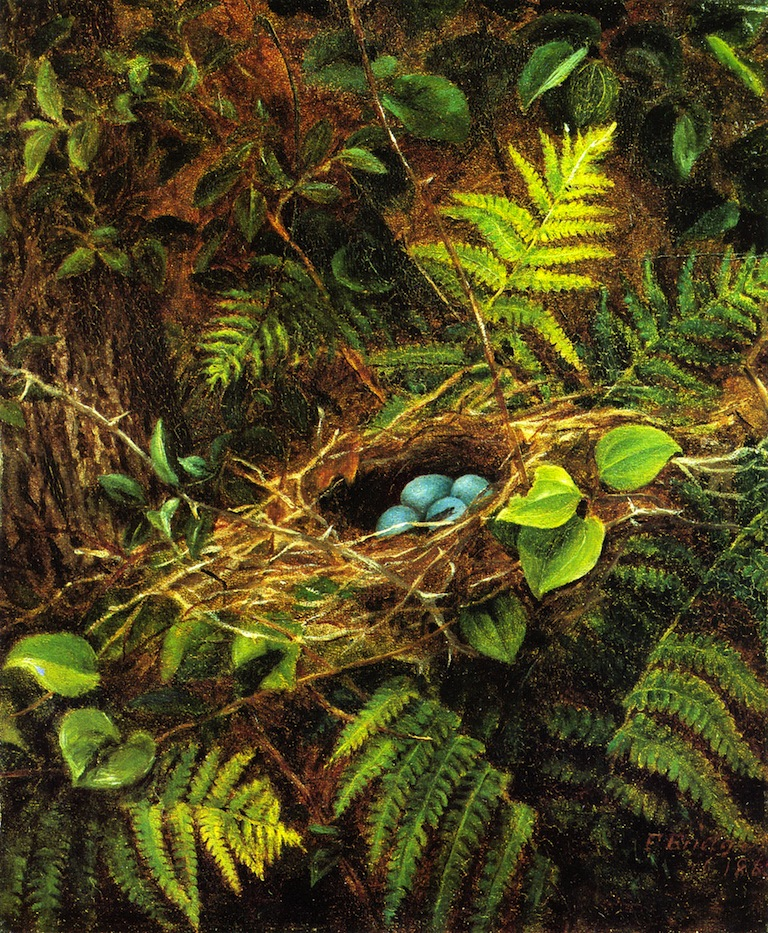
Naturaleza muerta con el nido de Robin, 1863
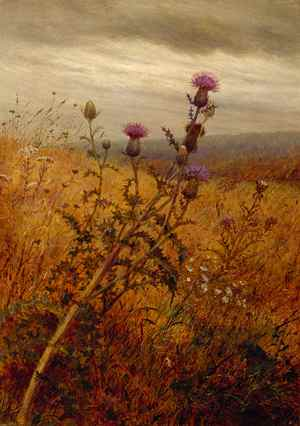
Cardo en un campo, 1875
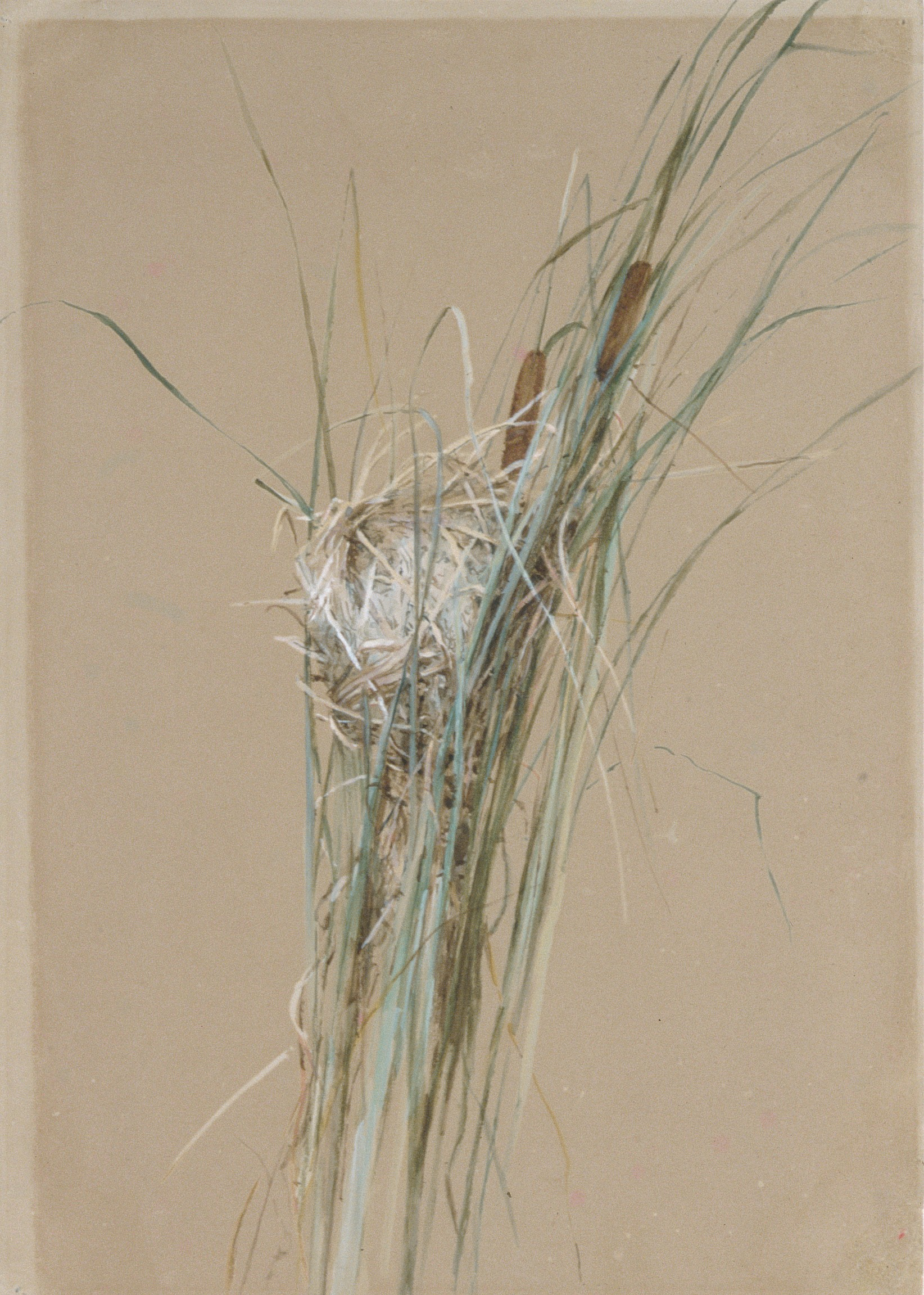
Puentes de Fidelia, Nido de pájaro en espadañas, 1875, Museo Metropolitano de Arte
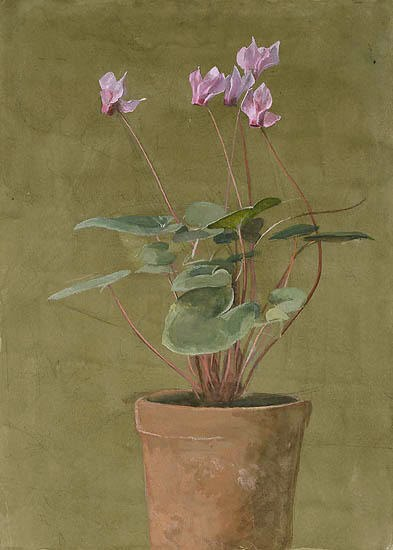
Ciclamen rosa, c. 1870s
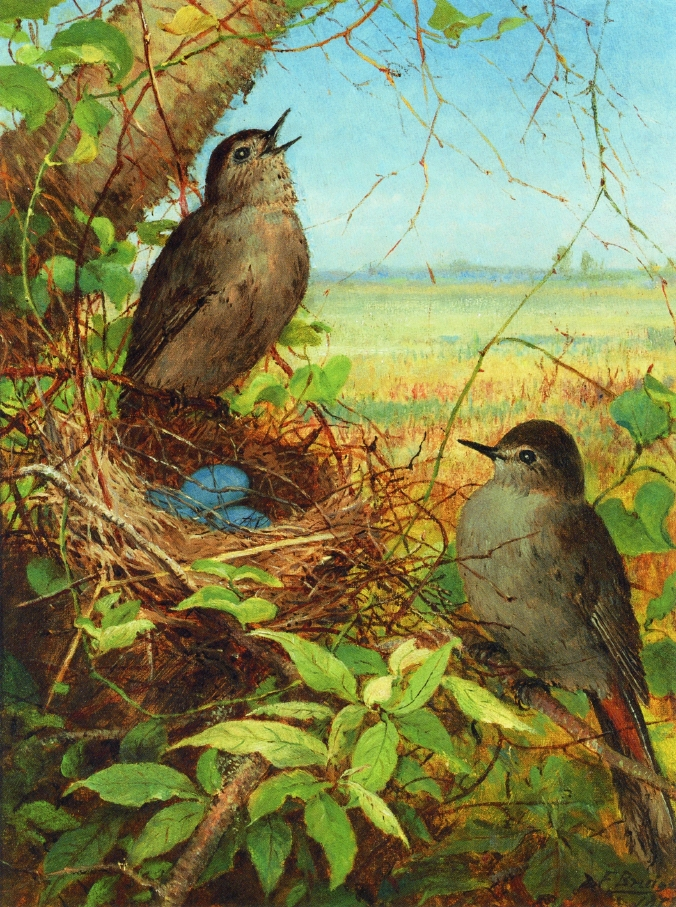
Nido de zorzales, 1878
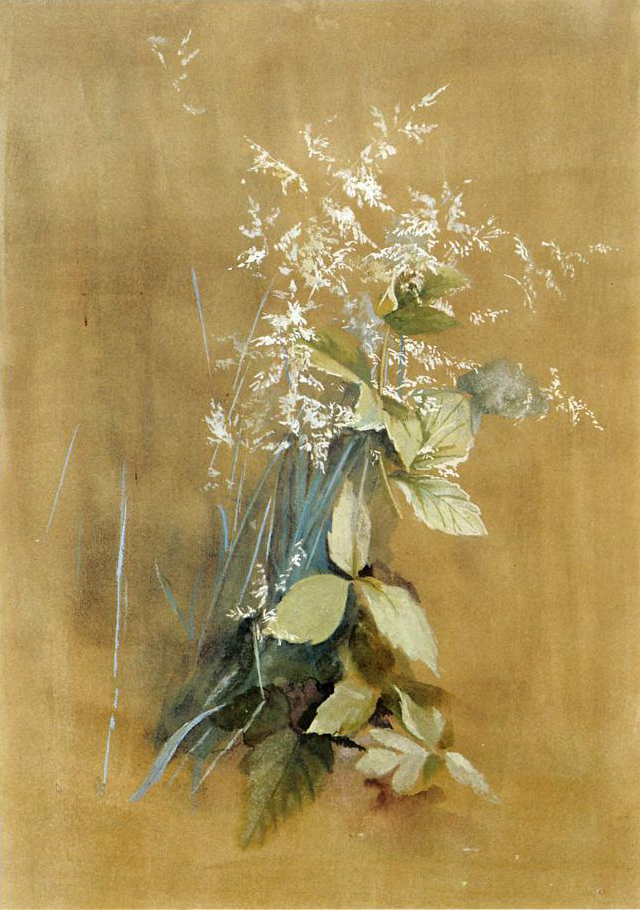
Hierba e hiedra venenosa, c. 1880